# Ferhat Mehenni
Ferhat Mehenni (kabilul Ferḥat Mhenni, Algéria, Illoula, 1951. március 5. –) kabil nemzetiségű algériai énekes, politikus, a Kabiliai Autonómiai Mozgalom (MAK) vezetője. A kabil nép körében nagyon ismert.

## Élete
Az Algíri Egyetemen diplomázott politológiából, majd a zene világa felé lépett, 1973-ban megnyert az algíri zenei fesztivál első díját. Zenei karrierje mellett az algériai kormányzat és az iszlamisták ellen is fellépett, ezért 13 alkalommal tartóztatták le, 3 évre börtönbe került. 2001-ben a Fekete Tavasz (kabilul Tafsut taberkant) idején, amikor Kabiliában algériai csendőrök megöltek egy 16 éves kabil fiatalt, Masinissa Guermah-t, megalapította a Kabiliai Autonómiai Mozgalmat (MAK), mely Kabilia autonómiájáért száll síkra. Azt is mondták, hogy a mozgalom megszületésében közrejátszott az a tény is, hogy 2001-ben megölték a fiát, Améziane Mehennit is. 2021. augusztus 26 -án Algéria nemzetközi elfogatóparancsot adott ki Ferhat Mehenni ellen.

## Dalai
Dalai sajátságosak és politikai töltetűek. Több albumot is kiadott, melyek nem jutottak el Európába.
- 1994 - Chants d'acier d'amour et de liberté (Az acél, a szerelem és a szabadság dalai)
- 1996 és 2001 - Chants du feu et de l'eau (A tűz és a víz dalai)
- 2002 - I Tmurt n Leqvayel (Himnusz Kabiliához)

Ferhat olyan közegből jött, ahol a daloknak hírközlő szerepük volt. A kabilok nagy többsége régen nem tudott írni és olvasni, így a szájhagyomány útján terjedtek a történetek, és a daloknak is hasonlóan fontos szerepük volt.

## Könyvei
- Algérie : La Question Kabyle. 2004 ISBN 978-2841862269